# JamesEdition
JamesEdition (dawniej: JamesList) – luksusowy sklep internetowy założony w 2008 roku oferujący najdroższe dobra oraz usługi w 13 kategoriach. Założycielem jest Noam Perski, a od 2016 r. funkcję prezesa pełni Roman Bach.

## Historia
Portal został założony w 2008 roku jako startup w postaci serwisu pośredniczącego w sprzedaży luksusowych dóbr. Pierwotnie nazywał się JamesList. Pierwowzorem był amerykański portal ogłoszeń Craigslist. W 2016 roku JamesList zmienił nazwę na JamesEdition, zmienił się także prezes spółki – Noama Perskiego, założyciela portalu, zastąpił Roman Bach.

## Kategorie
Produkty na JamesEdition uszeregowane są według 13 kategorii:
- Real estate (nieruchomości)
- Cars & classic cars (samochody)
- Motorcycles (motocykle)
- Jets (samoloty)
- Helicopters (śmigłowce)
- Yachts (jachty)
- Lifestyle
- Jewellery (biżuteria)
- Watches (zegarki)
- Experiences (przeżycia)
- Yacht charters (wypożyczalnie jachtów)
- Vacation rentals (wakacje)
- Extraordinaire (najdroższe, najbardziej wyjątkowe i ekstrawaganckie produkty)

## Charakterystyka
Produkty oferowane przez JamesEdition w większości pochodzą z drugiej ręki, w ofercie znajdują się jednak także nowe produkty luksusowych firm, najczęściej produkowane w pojedynczych egzemplarzach lub w krótkich, limitowanycg seriach.
Według danych portalu, każdego miesiąca liczba odsłon wszystkich stron przekracza 10 mln. W 2017 roku w JamesEdition wystawiono ponad 80 000 produktów przeszło 3000 marek.

## Najbardziej znane produkty
| Miesiąc i rok    | Produkt                                                                                               | Kategoria     | Cena        |        |
| ---------------- | --- | ------------- | ----------- | ------ |
| Październik 2017 | Krzesło wykonane z karabinów AK-47                                                                    | Extraordinare | b.d.        | [ 3 ]  |
| Sierpień 2017    | Pierwsze wyprodukowane na świecie Ferrari Sergio                                                      | Samochody     | 5 mln USD   | [ 4 ]  |
| Lipiec 2017      | Posiadłość w Zatoce California Norte (Meksyk)                                                         | Nieruchomości | 634 mln USD | [ 5 ]  |
| Czerwiec 2017    | Lamborghini Aventador z łodzią motorową w komplecie                                                   | Extraordinare | 2,2 mln USD | [ 6 ]  |
| Grudzień 2016    | Jedyne z 200 wyprodukowanych LaFerrari Aperta                                                         | Samochody     | b.d.        | [ 7 ]  |
| Sierpień 2016    | Pierwsze z 99 wyprodukowanych GTA Spano                                                               | Samochody     | 1,5 mln EUR | [ 8 ]  |
| Lipiec 2016      | Batmobil #5 z 1966 roku                                                                               | Samochody     | b.d.        | [ 9 ]  |
| Maj 2016         | Posiadłość Michaela Jacksona Neverland (Kalifornia)                                                   | Nieruchomości | 100 mln USD | [ 10 ] |
| Maj 2016         | Villa Michaela Jacksona w Las Vegas                                                                   | Nieruchomości | 9,5 mln USD | [ 11 ] |
| Czerwiec 2015    | Bolid F1 Ayrtona Senny z 1984 r. z Grand Prix Monako                                                  | Samochody     | 1 mln £     | [ 12 ] |
| Marzec 2014      | Replika Batmobila z filmu The Dark Knight                                                             | Samochody     | 1 mln USD   | [ 13 ] |
| Sierpień 2013    | Skarbiec bankowy w Bazylei (Szwajcaria) wypełniony monetami o wartości 8 mln CHF                      | Extraordinare | b.d.        | [ 14 ] |
| Kwiecień 2010    | Ferrari 250 GT Berlinetta należące do Steva McQueena                                                  | Samochody     | 1,6 mln USD | [ 15 ] |
| Marzec 2010      | Limuzyna Józefa Stalina ZIŁ ZIS-110 z 1949 r.                                                         | Samochody     | b.d.        | [ 16 ] |
| Wrzesień 2009    | „Star of India” – Rolls-Royce Phantom II z 1934 r. – najwyższa cena w historii osiągnięta za samochód | Samochody     | 13 mln USD  | [ 17 ] |